# Ramon Masifern i Marcó
Ramon Masifern i Marcó (La Bisbal d'Empordà, Baix Empordà, 8 de setembre de 1862 — Barcelona, 1936) fou escriptor i compositor de cançons i sardanes.
Rellotger d'ofici, dirigí les publicacions El Bisbalense, L'Olotí i El Menestral, a més del curiós La Voz del Género de Punto. Poeta de ploma fàcil, floralesc, bucòlic i verdaguerià, publicà diverses obres poètiques i d'assaig. També escriví en castellà. Va participar en diversos Jocs Florals guanyant-ne diversos premis. El 1892 va guanyar la Flor Natural als de Barcelona per l'obra L'Aglenya. I als de València el 1912 també la Flor Natural per La costa llevantina.
El fons de Ramon Masifern i Marcó es conserva a la Biblioteca de Catalunya. La donació va ser feta per Sabina Masifern, la seva filla, el març de 1980.

## Obres

### Poesia
- Notes del cor (1900)
- La vida al camp (1910), llibre de molt reeditat i traduït a cinc llengües[5]
- Coses de l'Empordà (1916)

Poemes presentats als Jocs Florals de Barcelona
- L'Aglenya (1892), premi de la Flor Natural
- Recort (1889), accèssit a premi
- Flors tardanes (1920 i 1921)
- Les cançons de ma terra (1920 i 1921)
- Alegoria (1920 i 1922)
- La florista de la Rambla (1921)
- L'Escala de la Verge (1922)
- Els bons amichs (1922)
- Màximes del bon català (1922)
- La cançó de les cançons (1922)
- En Jan soldat (1922) i 1930)
- Epitalami (1928)
- Als Patriarques de nostra Renaixentsa (1928)
- L'Himne dels Chors d'en Clavé (1928)
- Les Cançons de la Terra (1928)
- Alegoria (Any 1808) (1934)
- Les flors del Montserrat (1934)

### Assaig
- En defensa de mossèn Jacint Verdaguer
- Manifest del bon sentit